# Jérémy Hurou
Pas d'image ? Cliquez ici

a Compétitions nationales et continentales officielles uniquement.

Dernière mise à jour le 22 novembre 2024.
Jérémy Hurou, né le 26 mars 1984 à Tarbes (Hautes-Pyrénées), est un joueur de rugby à XV français. Il joue au poste de pilier.

## Carrière
Jérémy Hurou à longtemps pratiqué le football, avant de passer au rugby à XV à l'âge de dix-sept ans au sein du club de Vic-En-Bigorre. Il rejoint ensuite le Tarbes Pyrénées rugby, avec qui il fait ses débuts professionnels en Pro D2 en 2006.
En 2012, il s'engage avec la Section paloise. Il participe à l'accession de son club au Top 14 en 2015. En 2018, après trois saisons en Top 14, il n'est pas conservé.
Il rejoint ensuite l'US Coarraze Nay en Fédérale 2 pour une saison, avant de mettre un terme à sa carrière.

## Palmarès
- Champion de France de Pro D2 avec la Section paloise en 2015.
- Finaliste de Pro D2 avec la Section paloise en 2013.